# Dima Wannous
Dima Wannous (arabiska: ديمة ونوس), född 1982 i Damaskus, är en syrisk författare. Hon är dotter till den berömde syriske pjäsförfattaren Saadallah Wannous.
Wannous fick litteraturkritikernas uppmärksamhet för novellsamlingen Tafasil ("Detaljer"), som gavs ut 2007, och publicerade 2008 sin första roman, Kursi ("Stol"). Hon var en av de 39 arabiska författare under 40 år som valdes ut till antologin Beirut 39, huvudprojektet när Beirut var Unescos bokhuvudstad 2009.